# Зубниця бульбиста
{{#ifeq:0|0|{{#if:Cardamine bulbifera|{{#if:|[[]}}|[[]]}}}}

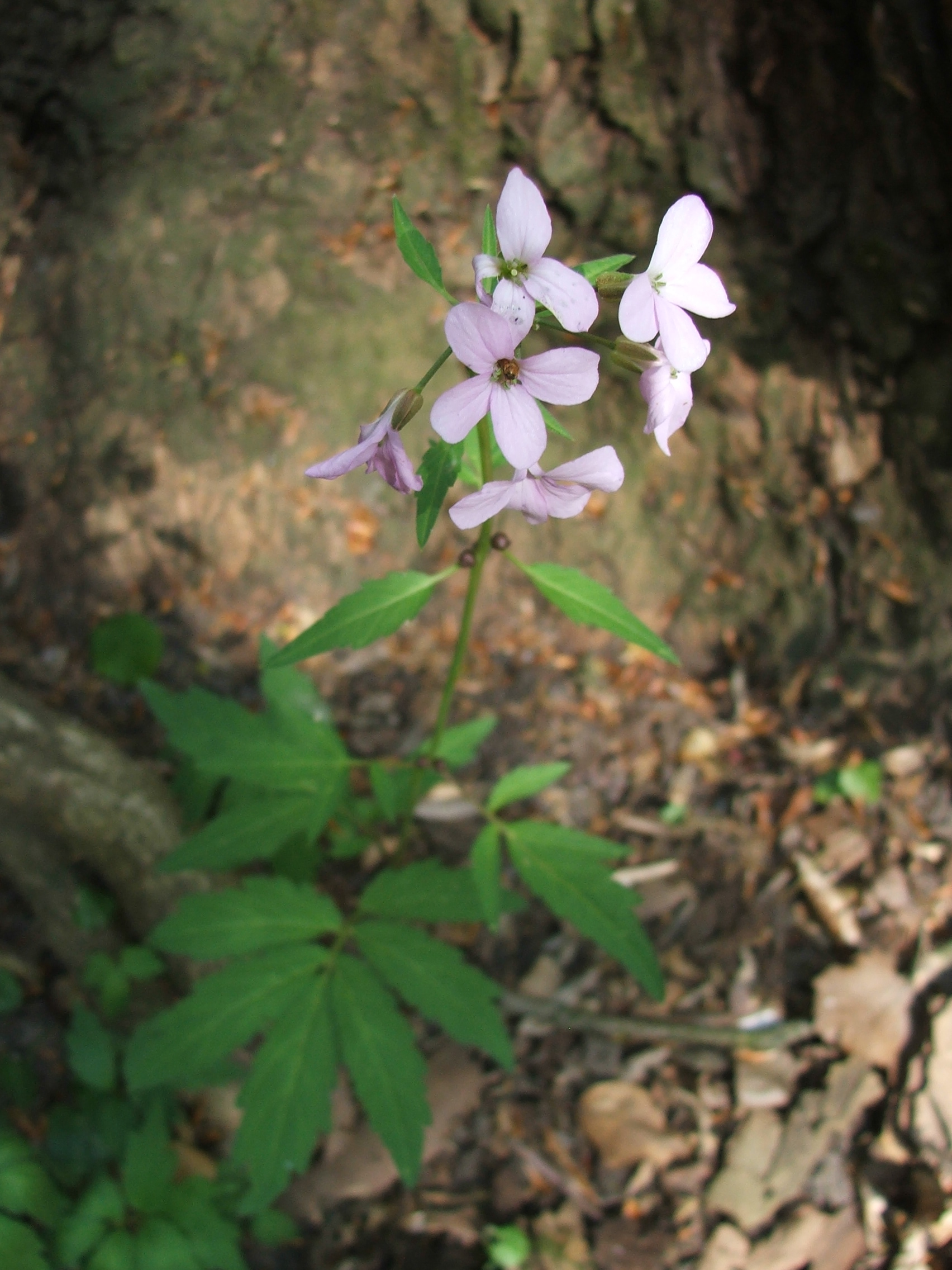
Зубниця бульбиста у Національному ботанічному саду (Вацратот, Угорщина)

Зубни́ця бульби́ста (Dentaria bulbifera) — багаторічна рослина родини капустяних до 70 см висоти; росте в тінистих лісах і чагарниках.

## Походження назви
Стара назва роду (Dentaria) походить від латинського слова, що перекладається як «зуб». Видова назва в перекладі з латинської мови — «бульбиста». Інші назви:
- зуб'янка бульбиста;
- зубниця цибулиста;
- жеруха бульбиста.

## Опис
Це багаторічна трав'яниста рослина заввишки 40—70 см, з повзучим м'ясистим кореневищем, вкритим м'ясистими лусками. Стебло прямовисне. Листки пірчасторозсічені, черешкові.
Квітки довжиною 1—1,5 см, зібрані у щиткоподібну небагатоквіткову китицю.
Плоди — косо вгору спрямовані стручки довжиною до 3,5 см. У пазухах верхніх листків і в суцвітті містяться блискучі чорні бульбочки — цибулинки. Цвіте в квітні — травні.

## Поширеннята місця існування
Росте в тінистих широколистих лісах. В Україні зростає в Карпатах, на Поліссі, в Лісостепу, в Криму.
Рослина розмножується насінням, частинами кореневища та бульбочками.

## Значення і охоронний статус
Занесена до червоного списку Харківської області.
Зубниця — декоративна рослина. Рожево-лілові китиці квіток і зелень вирізьблених листків роблять її окрасою наших лісів. Зірвана рослина швидко в'яне. Інші види зубниць відрізняються тим, що у пазухах їхніх листків і суцвіттях немає бульбочок.